# Luzon

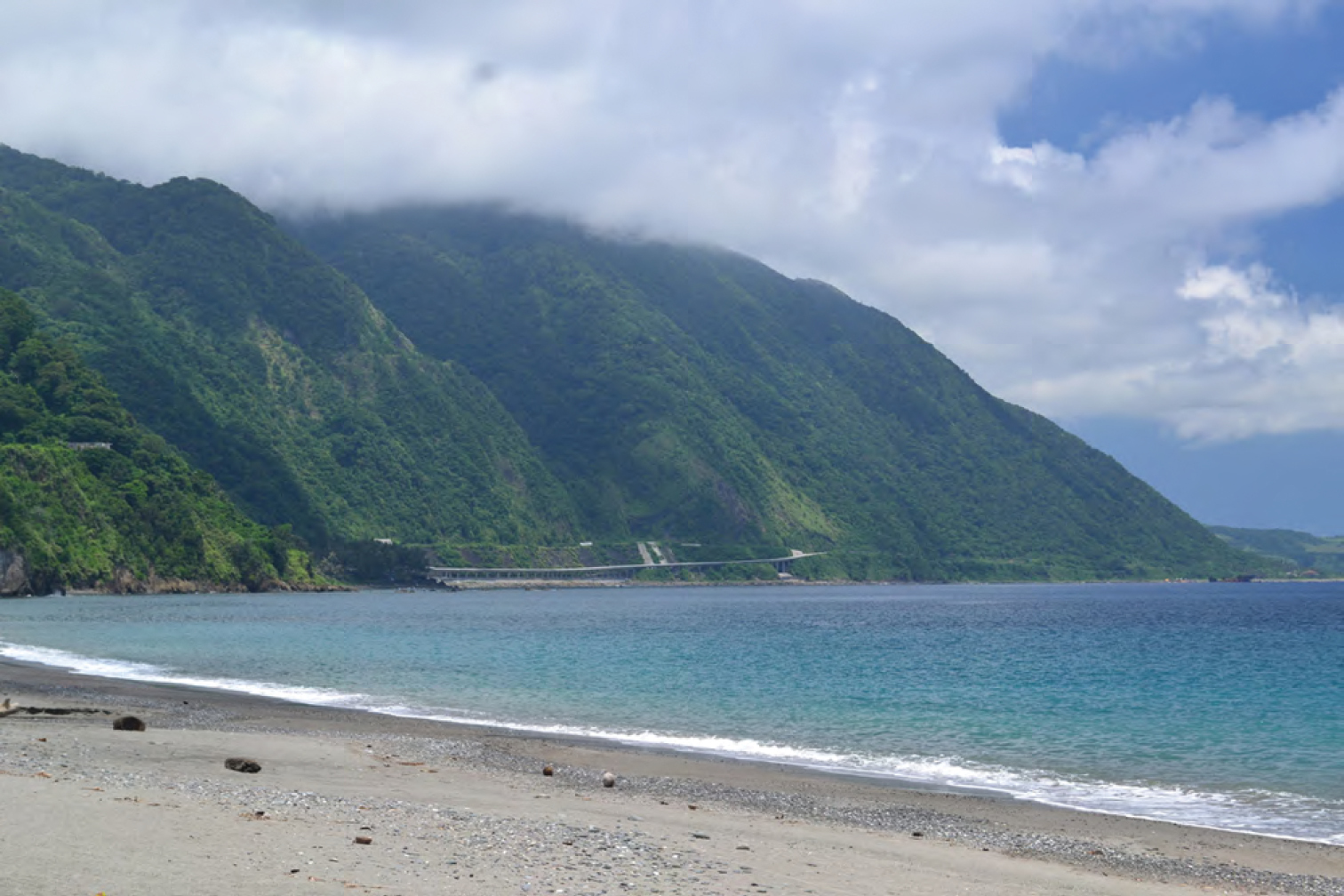
Luzons norra kust.

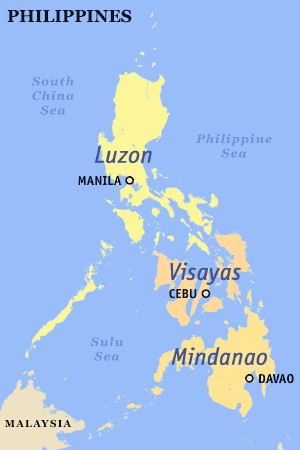
Ögrupperna Luzon, Visayas och Mindanao.

Luzon är den största ön i öriket Filippinerna. Ön är 104 688 km² stor och har 37,4 miljoner invånare (2004). På ön finns bland annat huvudstaden Manila.
Luzon är också namnet på en av de tre ögrupper som landet ofta delas in i. De andra två är Visayas och Mindanao.
Pinatubo är en vulkan på ön som hade ett kraftigt utbrott 1991 – ett av 1900-talets kraftigaste utbrott, med styrka 6 på den 8-gradiga VEI-skalan. Utbrottet medförde stora utsläpp av svaveldioxid, vilket hade påverkan på solstrålningen och därmed klimatet över stora delar av jorden.

## Djurliv
På ön finns den nyligen upptäckta varanen Varanus bitatawa.